# Olga Skálová
Olga Skálová (* 25. dubna 1928 Brno) je česká tanečnice, choreografka, baletní mistryně a pedagožka.

## Život
Začínala v sedmi letech v brněnské baletní škole Ivo Váni Psoty pod vedením A. M. Tymichové, Miry Figarové a Zory Šemberové. Své první angažmá získala ve Státním divadle v Brně v roce 1943, kde působila takřka deset let s výjimkou totálního nasazení v letech 1944–1945. V roce 1952 přešla do Národního divadla v Praze, kde její umění získávalo na reprezentativnosti. Její první rolí v Národním divadle v Praze byla sólová variace v prvním jednání baletu Labutí jezero.
Skálová působila jako všestranná baletní heroina, představitelka hlavně statečných, energických a mravně silných žen. Měla dokonalou technickou průpravu a vynikající tělesné dispozice, které ji umožňovaly své role obdařit detailním, psychologicky přesvědčivým zpracováním.
V roce 1957 odcestovala na šestiměsíční stáž do moskevského baletního učiliště Velkého divadla, kde studovala pod vedením profesorky Sulamif Messererové, tety slavné Maji Plisecké.
Její nejznámější role byly vytvořeny v Praze pod choreografickým vedením Jiřího Němečka (Odetta a Odilie v Čajkovského Labutím jezeře, role v Prokofjevových baletech, Zobeida v Rimského-Korsakově Šeherezádě, atd.). Velmi cenné byly i její role v choreografiích Jiřího Blažka (Frigie v Chačaturjanově Spartaku, Mefistofela v Doktoru Faustovi apod.). Hrála i se svým manželem Viktorem Malcevem (Desdemona v Othellovi). V Národním divadle působila až do svého odchodu do důchodu v roce 1975.
Od roku 1969 učila externě na Taneční konzervatoři v Praze. Často hostovala v zahraničí (Itálie, SSSR, Španělsko, NDR, Polsko, Kuba, aj.), angažovala se i v politických organizacích umělců (Svaz českých dramatických umělců). V 70. letech se začala orientovat na vlastní choreografickou činnost. V polovině 70. let odešla z Prahy a vrátila se zpět do Brna kvůli svému druhému manželovi, jímž se stal prof. MUDr. Jaromír Vašků, DrSc., vedoucí katedry patologické fyziologie Lékařské fakulty v Brně. V brněnském baletu působila nejdříve jako baletní mistryně. Za tři roky nato, v roce 1977, se stala uměleckou šéfovou. Působila i jako profesorka klasického tance na brněnské konzervatoři.

## Ocenění
- 1955 Státní cena
- 1958 titul zasloužilý umělec
- 1968 titul národní umělec (jednalo se o první udělení tohoto titulu tanečnici)[2]
- 1973 zasloužilý člen ND
- 1995 Cena Thálie za celoživotní taneční mistrovství